# Bøylestad Station
Bøylestad Station (Bøylestad stasjon eller Bøylestad stoppested) er en jernbanestation på Arendalsbanen, der ligger i Froland kommune i Norge. Stationen består af et spor, en kort perron af træ og en mindre ventesalsbygning i gulmalet træ.
Stationen åbnede som holdeplads 18. december 1910, da Arendalsbanen blev forlænget fra Froland til Åmli. Til at begynde med hed den Bøjlestad, men stavemåden blev ændret til Bøylestad i april 1921. 1. februar 1955 blev den ubemandet, og i december 1974 blev den nedgraderet til trinbræt. 